# Bolitoglossa kamuk
Bolitoglossa kamuk es una especie de salamandras en la familia Plethodontidae.
Es endémica de la Cordillera de Talamanca (Costa Rica).